# In Which Addison Finds the Magic
In Which Addison Finds the Magic é o terceiro episódio da primeira temporada da série de televisão americana Private Practice, spin-off de Grey's Anatomy. Estreou na Rede ABC nos Estados Unidos em 10 de outubro de 2007.

## Sinopse
Addison e Pete tratam um casal recém-casado com problemas sexuais. Cooper tenta descobrir porque 4 irmãs estão com a mesma doença misteriosa. Maya diz a Naomi que já esperava que ela se divorciasse de Sam. Violet tenta convencer uma paciente a largar do marido, apesar de ela mesma não conseguir esquecer o ex.

## Músicas
- The Mischief Of Cloud 6 – Pepe Deluxe
- Good Girl – Chrisette Michelle
- Save You – Matthew Perryman Jones

## Produção
| Jenna Bans           | Produtor              |
| Betsy Beers          | Produtor executivo    |
| Mark Gordon          | Produtor executivo    |
| Ann Kindberg         | Produtor              |
| Andrea Newman        | Produtor co-executivo |
| Marti Noxon          | Produtor executivo    |
| Michael Ostrowski    | Produtor supervisor   |
| Shonda Rhimes        | Produtor executivo    |
| Lauren Schmidt       | Co-produtor           |
| Mark Tinker          | Produtor executivo    |
| Hans van Doornewaard | Produtor associado    |
| Chris Van Dusen      | Produtor associado    |

## A série
Private Practice é um drama médico que estreou em 26 de setembro de 2007 na Rede ABC. Spin-off de Grey's Anatomy, a série narra a vida da Dra. Addison Montgomery, interpretada por Kate Walsh, quando ela deixa o Seattle Grace Hospital, a fim de participar de um consultório particular em Los Angeles. A série foi criada por Shonda Rhimes, que também serve como produtora executiva ao lado de Betsy Beers, Mark Gordon, Mark Tinker, Jon Cowan e Robert Rovner.